# Johann Ernst Altenburg
Johann Ernst Altenburg (* 15. Juni 1734 in Weißenfels; † 14. Mai 1801 in Bitterfeld) war ein deutscher Komponist, Organist und Trompeter.

## Leben
Sein Urgroßvater war der Theologe und Komponist Michael Altenburg, sein Vater, Johann Kaspar Altenburg (1688–1761), wirkte ab 1709 als Feldtrompeter unter Prinz Johann Adolf von Sachsen-Weißenfels und ab 1711 als Hoftrompeter für dessen Bruder, Herzog Christian von Sachsen-Weißenfels, an dessen Residenz, Schloss Neu-Augustusburg in Weißenfels. Hier kam Johann Ernst Altenburg am 15. Juni 1734 zur Welt. Nach dem Tod Herzog Christians im Jahr 1736 und wohl auch von diesem Ereignis beeinflusst nahm Kaspar Altenburg seinen erst zweijährigen Sohn Johann Ernst formal zu sich in die Lehre. Im Alter von 18 Jahren erfolgte Johann Ernst Altenburgs förmliche Freisprechung als Trompeter. Eine Anstellung als solcher konnte er nie finden. Nach maximal zwei Jahren Orgelstudium bei Johann Theodor Roemhildt und Johann Christoph Altnikol ging er nach eigenen Angaben „neun Jahre in die Fremde“. Einen Teil dieser Jahre dürfte er dem Siebenjährigen Krieg „beigewohnt“ haben, was den unsicheren biographischen Rahmen für eine eventuelle kurzzeitige Ausübung des Trompeterberufs bildet. 1766 kehrte er nach Weißenfels zurück, wo er nach eigenen Angaben Georg Friedrich Lingke bei der Herausgabe von dessen Schrift Die Sitze der musicalischen Haupt-Sätze (Leipzig 1766) „in Ansehung des praktischen mit zustande bringen half“. Über Merseburg und Landsberg bei Halle, wo er jeweils kurzzeitig als Organist wirkte, ging er 1767 nach Bitterfeld und bekam hier seine Lebensstellung als Organist, in der er bis zu seinem Tod im Jahr 1801 verblieb, wiewohl sie wenig auskömmlich war. In dieser Zeit erwarb er sich einen zweifelhaften Ruf als der „wilde Organist“, dessen unangepasstes Verhalten zu wiederholten Rechtsstreitigkeiten führte und 1792 in einer – später allerdings fallengelassenen – Anklage wegen Hochverrats gipfelte.

## Werk
Als Komponist ist er durch sechs Cembalosonaten bekannt. Musikhistorische Bedeutung erlangte Altenburg durch seine Schrift Versuch einer Anleitung zur heroisch-musikalischen Trompeter- und Paukerkunst, Halle 1795. Sie kann als älteste gedruckte deutsche Trompetenschule angesehen werden und gilt vor allem als bedeutendstes Zeugnis der alten Trompeterkunst. Zum Zeitpunkt der Drucklegung dürften große Teile des Textes bereits über 25 Jahre alt gewesen sein. Eine Ankündigung des Werks erschien in Johann Adam Hillers Musikalischen Nachrichten bereits 1770, die früheste bekannte Erwähnung des Manuskripts findet sich in einem Brief Altenburgs vom Februar 1767.
Altenburg fasste das gesamte „Wissen“ seiner Zeit zur Geschichte der Trompeterkunst zusammen – freilich auf eine durch eigene Betroffenheit geprägte, interpretierende Weise. Er benutzte mindestens 118 Werke von mindestens 104 namentlich bekannten und neun weiteren anonymen Autoren. Doch behandelt die von ihm zitierte Literatur vornehmlich allgemein-historische, religiöse und rechtliche Gegenstände. Entsprechend fern ist Altenburgs Werk von heutigen Vorstellungen einer Instrumentalschule. Breiten Raum nimmt die Darstellung der Trompetergeschichte ein, die sich bei genauer Analyse als Rückprojektion von Altenburgs Idealbild des Trompeterstandes in der Gesellschaft auf die Historie entpuppt. Altenburg konstruiert eine ununterbrochene Tradition der Trompeterkunst von alttestamentlichen Zeiten (Aarons Söhne) bis in seine Gegenwart und leitet daraus den Anspruch auf einen erhöhten gesellschaftlichen Stand der Trompeter ab.
In diesem Werk sind einige kleine Kompositionen veröffentlicht, deren Autorschaft aber großteils ungeklärt ist, so auf S. 103 ein Bicinium (kleines Duett) für 2 Clarin-Trompeten; auf S. 105 ein Bourrée für 2 Clarin-Trompeten; auf S. 105 ein Tricinium (Trio) in Form einer Polonaise; auf S. 107 und 108 ein Quatrizinium (Quartett) Allegro moderato sowie auf S. 110 der Choral Aus meines Herzens Grunde für 3 Clarin-Trompeten, 1 Principal-Trompete und Pauken. Im Anhang seiner Schrift veröffentlicht er gar ein Concerto a VII Clarini con Tympani. Eine kleine Fuga für 2 Clarin-Trompeten auf S. 104 stammt aus Heinrich Ignaz Franz Bibers Salzburger Druck Sonatae, Tam Aris, quam Aulis servientes aus dem Jahr 1676, also ein Jahrhundert vor Altenburg.

## Nachweise
1. ↑  Lars E. Laubhold: Magie der Macht. Eine quellenkritische Studie zu Johann Ernst Altenburgs Versuch einer Anleitung zur heroisch-musikalischen Trompeter- und Pauker-Kunst (Halle 1795), Würzburg 2009 (Salzburger Stier 2), bes. S. 23–32.
2. ↑  Laubhold: Magie der Macht (2009), bes. S. 32–47.
3. ↑  Johann Ernst Altenburg: Versuch einer Anleitung zur heroisch-musikalischen Trompeter- und Pauker-Kunst [...], Halle 1795, Faksimileausgabe mit einem Nachwort in Deutsch und Englisch von Frieder Zschoch, Leipzig 1972.
4. ↑  Laubhold: Magie der Macht (2009), S. 67.
5. ↑  Heinrich Ignaz Franz Biber: Sonatae, Tam Aris, quam Aulis servientes [...], Salzburg 1676, hrsg. v. Erich Schenk, Graz u. Wien 1963 (Denkmäler der Tonkunst in Österreich 106/107), S. 155.

| Personendaten    | Personendaten                    |
| ---------------- | -------------------------------- |
| NAME             | Altenburg, Johann Ernst          |
| KURZBESCHREIBUNG | deutscher Komponist und Organist |
| GEBURTSDATUM     | 15. Juni 1734                    |
| GEBURTSORT       | Weißenfels, Deutschland          |
| STERBEDATUM      | 14. Mai 1801                     |
| STERBEORT        | Bitterfeld, Deutschland          |